# Edlin-Firnfeld
Das Edlin-Firnfeld ist ein Firnfeld in den Bowers Mountains des ostantarktischen Viktorialands. Es liegt an der Westseite des Mount Sturm. Zahlreiche Gletscher, unter ihnen der Carryer-, der Irwin-, der McLin- und der Graveson-Gletscher, werden durch dieses Firnfeld gespeist. 
Teilnehmer einer von 1967 bis 1968 durchgeführten Kampagne im Rahmen der New Zealand Geological Survey Antarctic Expedition benannten es nach George Edlin, dem Postmeister der Scott Base, der der Expedition bei Feldforschungen behilflich war.